# Objectif Nul
Objectif Nul est une série télévisée française en 43 épisodes de 7 minutes créée par le groupe d'humoristes Les Nuls et diffusée du 2 février au 10 avril 1987 sur Canal+.

## Présentation

### Synopsis
Objectif Nul est une série humoristique à sketches qui mêle, au sein d'un vague scénario de science-fiction, des parodies de films, de séries et des publicités.
Série décalée, comme Les Nuls et même Canal+ à l'époque, on trouve dans cette série une galerie de personnages étonnants, comme les fabuleux Syntaxeror ou le cuisinier pied-noir Zeitoun, toujours prêt à se régaler d'un « pain à l’huile », de « Moukraines à la glaviouse » (« elles sont mortelles ! ») ou encore de « Svintouses à la crème », des recettes purement galactiques.

### Accroche
Accroche de la série, citée à chaque début d’épisode :

« À des millions d'années-burosse de la Terre, un équipage, Zeitoun, Panty, Syntaxeror, le Mercenaire et le Capitaine Lamar, dérivent toujours dans le cosmos à bord du Libérator. Leur objectif ? Nul. »

## Fiche technique
- Titre original : Objectif Nul
- Début de production : 1987
- Fin de production : 1988
- Nombre de saisons : 1
- Nombre d'épisodes : 43 (+ 7 pilotes inédits, sortis uniquement en DVD)
- Durée d'un épisode : 5 à 8 minutes
- Scénaristes : Alain Chabat, Bruno Carette, Chantal Lauby, Dominique Farrugia, Alain Beigel, Arnold Boiseau, Jacques Delaporte, Michel Martens, Laurent Berthollier, Franck Rozenblum.
- Musique : Philippe Chany
- Réalisateurs sketches et pubs : Mathias Ledoux, Jean-Louis Cap, Jean-Jacques Amsellem, Christine Bertholier, Myriam Isker, Jean-Pierre Moscardo,  Stéphane Teichner.
- Réalisateurs vaisseau : Mathias Ledoux, Jean-Louis Cap, Gilles Daude, Jean-Pierre Moscardo.

## Distribution
- Alain Chabat : le capitaine Lamar
- Bruno Carette : Zeitoun
- Chantal Lauby : Panty
- Alexandre Pottier : Syntaxeror
- Jean-Guy Ruff (Blats) : le Mercenaire
- Dominique Farrugia : le Pirate de l'espace
- Maître Capello : Maitre Acapella
- Tom Novembre : Maclouf 1er le Maître du monde
- Richard Gotainer : le docteur Williams
- Michel Denisot : lui-même
- Philippe Risoli : lui-même
- Jacques Delaporte : le Grand Léchant Mou
- Michel Puterflam : Inspecteur Merdick
- Bo Geste : la victime
- Philippe Vuillemin : le docteur Toast
- Anne Berger : la mère de Zeitoun
- Jean-Pierre Kalfon : l'examinateur
- Dick Rivers : lui-même
- Philippe Gildas : le prêcheur de l'espace
- René Bouloc : le pompiste
- Philippe Chany : monsieur Zeppo
- Antoine de Caunes : Igor et Grichka Bogdanov
- Valli : la femme du  futur
- Alain Jérôme : la voix off des Dossiers de l'Espace
- Frank Margerin : Jack Léopard
- Alex Berger : l'animateur radio
- Charles Biétry : lui-même
- Pierre Lescure : lui-même
- Gilles Verlant : Taxor

Ont également participé (épisodes pilotes et fausses pubs) :
- Laurent Berthollier : Laudace
- Nanou Garcia : Sergent Garcia
- Franck Rozenblum : Montag
- Alain Beigel : Sergent Muldor

## Épisodes
Les noms et l'ordre des épisodes peuvent être légèrement différents entre l'édition VHS et l'édition DVD.
1. L’Arrivée de Syntaxeror (avec Richard Gotainer)
2. Les Talents de Syntaxeror
3. L’Arrivée du Mercenaire
4. L’Auto-stoppeuse (avec Beth Todd)
5. Star Treck (avec William Shatner et Leonard Nimoy)
6. Une nuit à bord du Libérator
7. Le Maître du Monde (avec Tom Novembre)
8. Zeitoun veut parler (avec Michel Denisot)
9. –40° dans le vaisseau (avec Rocky)
10. L’Esprit
11. Le Grand Léchant mou (avec Jacques Delaporte et Pierre Lescure)
12. Les Présidentielles
13. La Scoumoune (avec Philippe Risoli)
14. Partie de golf (avec Alex Berger)
15. Les Sous-titres
16. La 4e Dimension (avec Antoine de Caunes et Valli)
17. Le Pirate de l’espace (avec Dominique Farrugia)
18. La Saisie (avec Maître Capello et Anne Berger)
19. Le Voyage dans le temps (avec Alexis Bouriquet)
20. Panty déprime
21. La Réforme (avec Ludo)
22. La Langouste de Panty
23. Groupe Rock’n’Roll
24. Le Régime
25. Les Dossiers de l’espace (avec Alain Jérôme)
26. Le Parfum de Panty
27. La Boum (avec Jeanne Folly et Gilles Verlant)
28. La Femme androïde (avec Katya Strambi)
29. La Guerre des salades
30. Le Prêcheur de l’espace (avec Philippe Gildas)
31. Les affaires sont les affaires
32. Les Sirènes
33. Napoléon
34. L’Inspecteur Merdick (avec Bô Geste de Bill Baxter et Michel Puterflam)
35. Dr Toast (avec Philippe Vuillemin)
36. Le Liberator fait son cinéma
37. Le Voyage à Moulhouse (avec René Bouloc)
38. Mission impossible
39. Radio Syntax (avec Vera Frossard et Dick Rivers)
40. Le Permis de conduire (avec Jean-Pierre Kalfon)
41. La Mafia (avec Philippe Chany, David Achkar, Vincent Lelano et Pierre Lescure)
42. La Subvention (avec Frank Margerin)
43. The End (avec Paul Farrugia, Georges Hiroux, François Polito et Charles Biétry)

### Épisodes pilotes inédits à la télévision
1. Laudace est branché
2. Les Merguez de Zeitoun
3. Le Match de foot
4. Zeitoun et les Courgettes
5. Montag et son augmentation
6. La Police de l'espace (avec Alain Beigel et Jean-Pierre Loustaud)
7. Montag et Laudace malades

## Autour de la série
- Travail collectif de Les Nuls, cette série était diffusée en début de soirée sur Canal+, avant que la troupe ne devienne la vedette de l'émission Nulle part ailleurs. C'est en fait cette série qui vit la création du groupe comique (Chantal Lauby et Bruno Carette étaient les seuls à travailler ensemble auparavant lors d'émissions pour FR3 région).[réf. souhaitée] Dominique Farrugia y fait une apparition en tant que preneur d'otage (épisode 17 : Le Pirate de l'espace).
- Le titre de la série est inspiré de l'album « Objectif Lune » de la série de bande dessinée Les aventures de Tintin de Hergé.[réf. souhaitée]
- La série est aussi très inspirée de la saga cinématographique Alien, parodiant surtout les deux premiers volets, notamment pour le design du Liberator[réf. souhaitée].
- Arnold Boiseau et Jacques Delaporte ont écrit une douzaine d'épisodes, dont La guerre des salades, Docteur Toast, Le Grand Léchant Mou et L'inspecteur Barrick.[réf. souhaitée]
- L'un des running gags de la série étaient les plats immangeables préparés par le cuisinier Zeitoun (« Zeitoun, savant cuisinier, savait nous régaler de ses Moukraines à la glaviouse ou de ses fameux Svintouses à la crème... »). Une chanson, pastichant le générique français de la série télévisée Zorro, illustrait ses talents culinaires[4] : « C'est sur la mélodie de Zorro, que son hymne Pied-Noir se chantait ! : "Un cuisinier, qui s'enfuit du bord de la nuit, court vers l'aventure au galop. Son nom, il le signe à la pointe de l'évier, d'un Z qui veut dire Zeitoun. Zeitoun, Zeitoun ! Pied noir rusé qui fait sa loi ; Zeitoun, Zeitoun ! Au beurre, cuisine à chaque fois ! Zeitoun, Zeitoun, Zeitoun, Zeitoun !!!" »
- À bord du Libérator, on paye avec des brouzoufs.
- Les distances sont mesurées en années-burosse (équivalent des années-lumière).
- Selon radio O.N., un programme de radio fictif présenté sur l'édition DVD de la série, la maquette du Libérator a pu être proposée avec le DVD grâce à Alain Chabat qui avait gardé la maquette originale comme table basse chez lui[réf. souhaitée].

## Récompense
- 7 d'or 1987 : Meilleure émission humoristique

## Produits dérivés

### DVD
- 6 novembre 2006 : Objectif Nul, l'intégrale, en DVD ;
- 6 novembre 2006 : Objectif Nul, l'intégrale - Édition super collector. Cette édition propose une maquette du Libérator.